# Garnet Brooks
Garnet Brooks (* 4. September 1937 in London/Ontario; † 21. Juli 2009 in Regina/Saskatchewan) war ein kanadischer Sänger (Tenor) und Gesangspädagoge.

## Leben und Wirken
Brooks hatte ersten Gesangsunterricht in seiner Heimatstadt und studierte von 1960 bis 1964 am Royal Conservatory of Music in Toronto bei Dorothy Allan Park, John Coveart und Douglas Bodle sowie 1966 bei Robert Weede in San Francisco. 1963 debütierte er bei der Canadian Opera Company als Haushofmeister des Faninal in Der Rosenkavalier. Ein Preis des Canada Council ermöglichte ihm Auftritte an Opernhäusern in England, Deutschland und der Schweiz.
1968 war er Mitglied der Glyndebourne Touring Company und in der Saison 1968–69 des Western Opera Theatre (der Tourneetruppe der San Francisco Opera). Bei der Canadian Opera Company sang er Rollen wie den Alfred in Die Fledermaus, Arturo in Lucia di Lammermoor, Don Ottavio in Don Giovanni und Pinkerton in Madama Butterfly. Nebenrollen hatte er bei den Uraufführungen von Harry Somers’ Louis Riel und Charles Wilsons Heloise and Abelard, die Titelrollen bei der Uraufführung von Wilsons The Summoning of Everyman und der nordamerikanischen Erstaufführung von Benjamin Brittens The Prodigal Son (1969).
Von 1974 bis 1976 lebte Brooks in der Schweiz und war am Staatstheater Bern engagiert; von 1976 bis 1982 lebte er in Österreich und trat dort mit der Salzburg Opera Company, außerdem in England an der Glyneborne Opera und an westdeutschen Opernhäusern auf. 1977 sang er den Shaman in der Uraufführung von Derek Healeys Seabird Island.
1982 kehrte er nach Kanada und unterrichtete dort zunächst an der University of Westen Ontario, von 1983 bis 1997 an er University of Regina Gesang. Daneben trat er in dieser Zeit als Konzert- und Oratoriensänger auf. Beim Olympischen Kunstfestival 1988 in Calgary sang er die Rolle des Honigverkäufers Peter in Porgy and Bess. Noch bis in die 2000er Jahre trat er gelegentlich mit dem Regina Symphony Orchestra auf.